# Alister MacKenzie

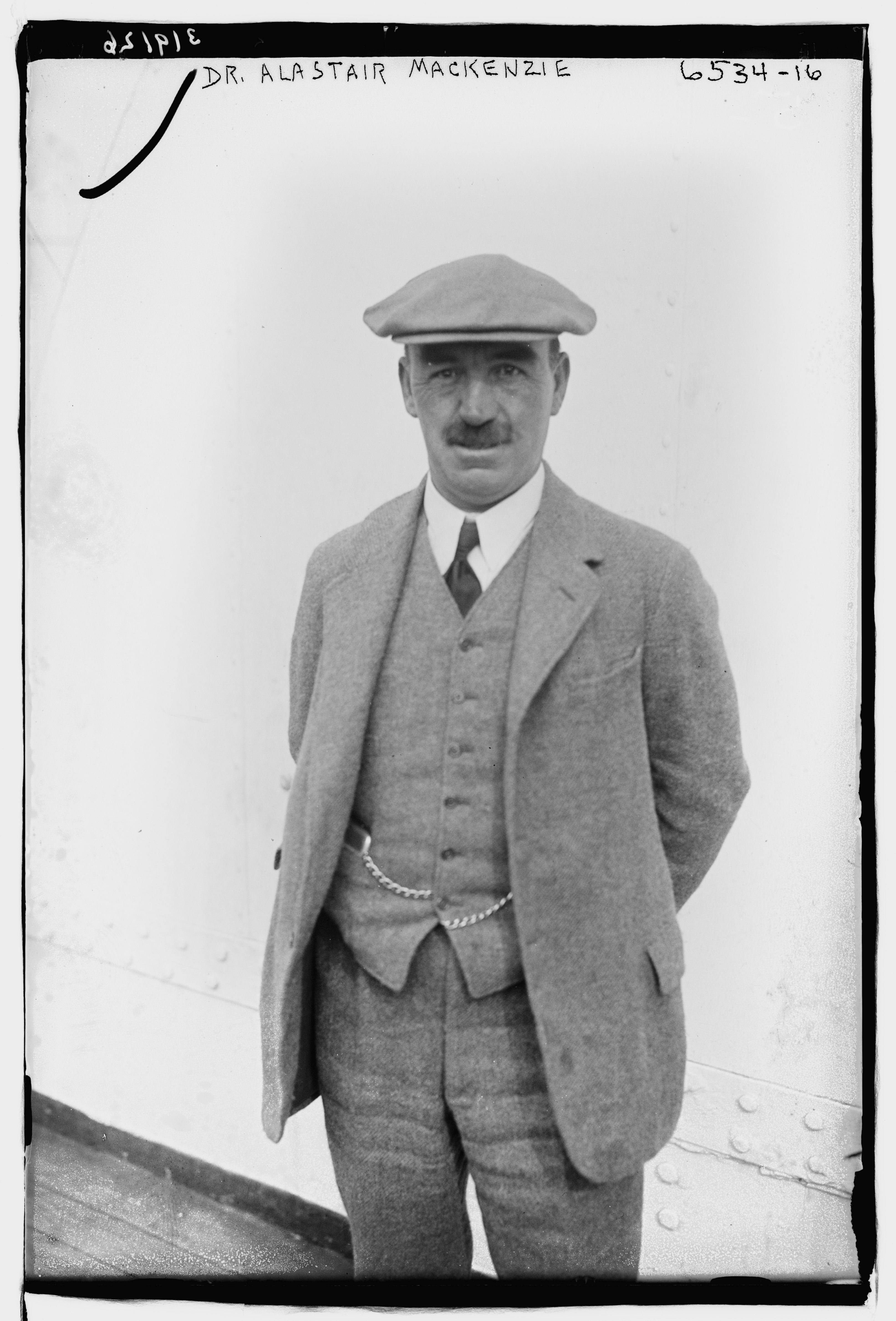
Alister MacKenzie

Dr. Alister MacKenzie (Normanton, 30 augustus 1870 – Santa Cruz, 6 januari 1934) was een internationaal bekende Brits golfbaanarchitect. Aangezien hij een medische opleiding had gedaan, diende hij als burger medicus in het Britse leger tijdens de Tweede Boerenoorlog. Daar kreeg hij te maken met de behoefte aan camouflage. Hij zag daarin een overeenkomst met het ontwerpen van golfbanen.

## Biografie

### Jeugd
MacKenzie werd thuis geboren in Normanton, bij Leeds. Zijn ouders William en Mary Jane MacKenzie hadden een Schotse achtergrond; zijn moeders familie kwam uit Glasgow, zijn vaders familie uit de Schotse Hooglanden. William was dokter. Alister werd vernoemd naar zijn grootvader Alexander, maar werd altijd Alister (Gallische vertaling) genoemd. Ook hij werd dokter.
's Zomers verbleef de familie vaak bij Lochnivar, waar de Clan MacKenzie van 1670-1745 land had bezeten. Alister werd dus met een sterke Schotse traditie opgevoed.

### Somerset Regiment
MacKenzie was een getraind medicus en diende eerst als zodanig in het Somerset Regiment in Zuid-Afrika tijdens de Tweede Boerenoorlog. Later werd hij camoufleur.
MacKenzie heeft zich veel beziggehouden met het bedenken van camouflage, zoals die door de Boeren gebruikt werd. Hij werkte als camoufleur en zei later over zijn tijd in Zuid-Afrika: "The brilliant successes of the Boers were due to great extent to their making the best use of natural cover and the construction of artificial cover indistinguishable from nature” (vrij vertaald: Het briljante succes van de Boeren was voor een groot deel te danken aan het goed gebruik van natuurlijke camouflage en het gebruik van kunstmatige materiaal dat niet te onderscheiden was van natuurlijk materiaal)(MacKenzie 1934, p. 42).

## Carrière

### Golfbaanarchitect
MacKenzie is sinds 1890 lid geweest van verschillende golfclubs bij Leeds, Engeland. Hij was bovendien in 1907 een van de oprichters van de Alwoodley Golf Club, waar hij tot 1909 secretaris was en van 1912-1913 Club Captain was. Hoewel Harry Colt de baan had ontworpen, kwam MacKenzie hier voor het eerst in aanraking met het ontwerpen van een baan. Op zijn voorstel werden golvende green gemaakt en greens die diagonaal aan het einde van de fairway lagen. Ook de vorm van de bunkers werd door hem aangepast. Dit bleef in de rest van zijn carrière duidelijk herkenbaar.
In 1914 won MacKenzie een wedstrijd waarvoor een hole moest worden ontworpen. Organisator was tijdschrift Country Life. Daarna is hij steeds meer aandacht gaan besteden aan de banen waar hij lid was. Hij kwam in de baancommissies en deed zo ervaring op. Hij heeft in die periode een heel gedetailleerde kaart gemaakt van de Old Course van St Andrews.
Na de Eerste Wereldoorlog stopte hij met zijn medicijnen-studie en werd hij overtuigd golfbaanarchitect in het Verenigd Koninkrijk. Samen met Harry Shapland Colt en Charles Alison richtte hij in Londen de firma Colt, MacKenzie & Alison op. MacKenzie werkte in een tijdperk dat een architect een baan ontwierp in het bestaande landschap. Hij hoefde geen landschap te creëren zoals tegenwoordig vaak gebeurt.
Een paar jaar later verhuisde hij naar de Verenigde Staten. MacKenzie overleed in Santa Cruz, Californië. Een manuscript dat later gevonden werd met aantekeningen en ontwerpen werd alsnog uitgegeven met de titel 'The Spirit of St. Andrews' (MacKenzie 1995).

### Golfer
Mackenzie was geen bijzonder goede golfer, maar naar eigen zeggen was hij een goede putter. Hij had wel een 'single' handicap. Hij was een van de eerste baanarchitecten die niet daarvoor een beroemde speler was.

## Golfbanen
Onder meer de volgende golfbanen zijn door MacKenzie ontworpen:

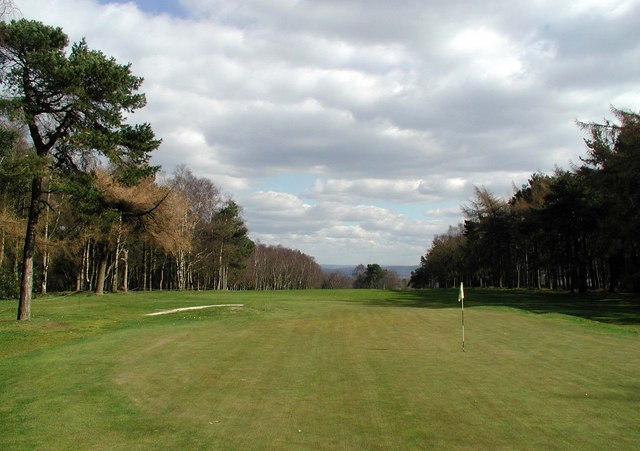
Bingley St Ives

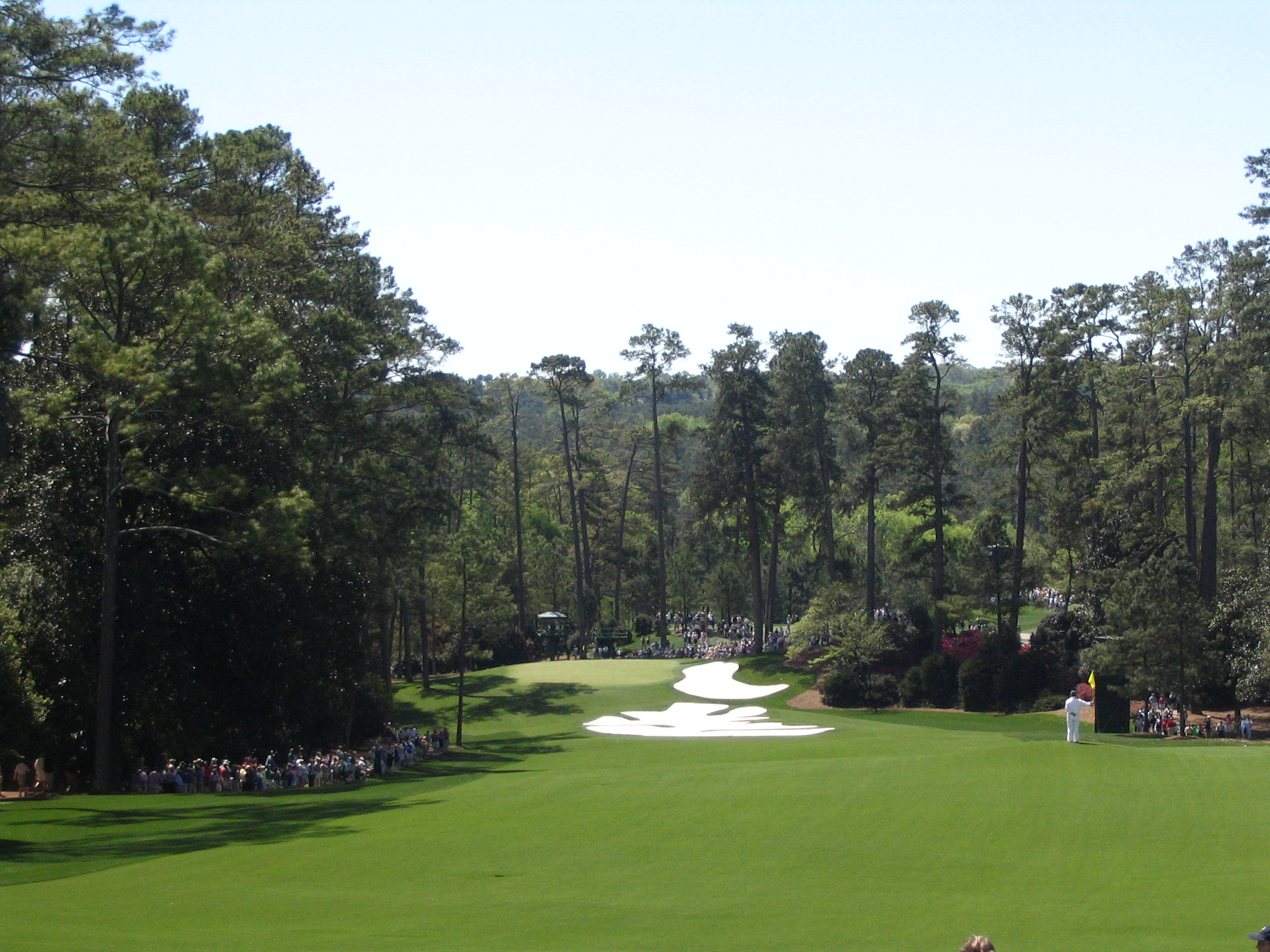
Augusta

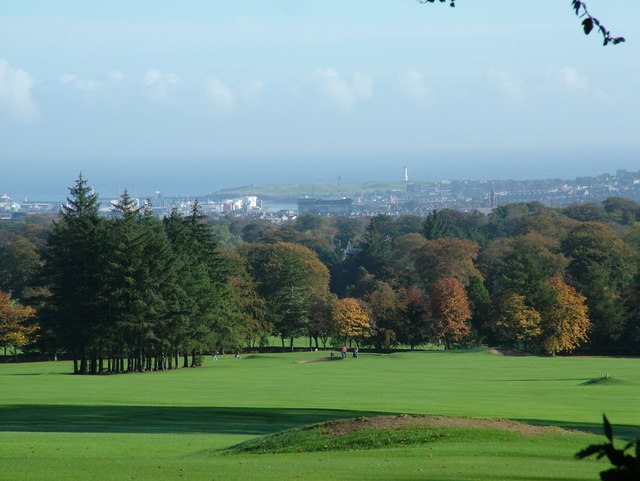
Hazlehead Park

- Hazel Grove Golf Club, Cheshire, Engeland. De enige golfclub waar een meer dan levensgroot standbeeld van MecKenzie staat.[5]
- Reddish Vale Golf Course, Stockport, Engeland, een heide-baan
- 1924: Burning Tree Country Club, Bethesda, Maryland
- 1924: Teignmouth Golf Club in Devon, Engeland.
- 1925: The Portland Course van de Royal Troon Golf Club in Troon, Schotland, was al in 1895 als de Relief Course geopend, maar werd in 1925 door MacKenzie veranderd. Toen werd ook de huidige naam geïntroduceerd. Vaak is hier het Brits Open gespeeld.
- 1925: Cavendish Golf Club, Buxton, Derbyshire, Engeland, de baan is sindsdien veel veranderd.[6]
- 1925: Seaton Carew Golf Club Course, Seaton Carew, Durham, Engeland, in 1874 geopend maar in 1925 door MacKenzie verlengd.
- 1925: The Royal Melbourne Golf Club
- 1926: Royal Adelaide Golf Club, Adelaide, Australië
- 1926: Titirangi Golf Club, Titirangi, Auckland, Nieuw-Zeeland
- 1927: De Rosemont baan van de Blairgowie Golf Club, Perth and Kinross, Schotland
- 1927: Cork Golf Club, Cork, Ierland
- 1927: The Old Course van de Lahinch Golf Club in Ierland, renovatie van de baan die door Old Tom Morris was aangelegd.
- 1927: Hazlehead Park, Aberdeen, Schotland.
- 1927: Meadow Club, Fairfax, Californië (1927), zijn eerste ontwerp voor een Amerikaanse baan.
- 1928: Northwood Golf Club Monte Rio, Californië
- 1928: Cypress Point Club, Monterey Peninsula, Californië
- 1929: Nenagh Golf Club, Tipperary, Ierland
- 1929: Crystal Downs Country Club, Frankfort (Michigan), i.s.m. Perry Maxwell
- 1929: Claremont Country Club, Oakland, Californië
- 1929: Pasatiempo Golf Club, Santa Cruz, Californië
- 1929: Tijuana Country Club, Mexico
- 1930: Green Hills Country Club, Millbrae, Californië
- 1931: Bingley St Ives Golf Course, Harden, Bingley, West Yorkshire.
- 1931: De Scarlet Course van de Ohio State University, Columbus, Ohio
- 1931: Jockey Club, Buenos Aires, Argentinië
- 1931: West Course van de Royal Melbourne Golf Club, Melbourne, Australië
- 1931: University of Michigan Golf Course University of Michigan, Ann Arbor, Michigan
- 1932: Sharp Park Golf Course, Pacifica, Californië, openbaar
- 1932: Haggin Oaks Golf Course, Sacramento, Californië. Thuisbaan van het California State Fair Championship. Ben Hogan kreeg hier zijn eerste check als professional.
- 1933: Augusta National Golf Club, Augusta (Georgia), USA: Bobby Jones verkoos MacKenzie boven Donald Ross om met hem Augusta te ontwerpen, de enige baan waar ooit de Masters is gespeeld.